# Ualeten
Ualeten ist ein osttimoresischer Ort im Suco Leohito (Verwaltungsamt Balibo, Gemeinde Bobonaro). Er liegt im Süden der Aldeia Aiasa in einer Meereshöhe von 410 m.
Südlich führt die einzige nennenswerte Straße des Sucos am Ort vorbei. Im Osten erhebt sich der Foho Aiasa (464 m).